# Jerzy Lubański
Jerzy Lubański (ur. 1925 w Nowogródku, zm. 20 listopada 2005 w Krakowie) – polski malarz kolorysta.
Pierwsze prace tworzył w czasie wojny w pod okiem Henryka Szerera (członka grupy plastyków warszawskich "Czapka Frygijska"). W latach 1945–50 studiował malarstwo w Akademii Sztuk Pięknych im. Jana Matejki w Krakowie, w pracowni prof. Zbigniewa Pronaszki. Od 1950 r. członek Związku Polskich Artystów Plastyków. W 1954 został wykładowcą w krakowskiej ASP w katedrze Wacława Taranczewskiego, a następnie Czesława Rzepińskiego. W 1989 uzyskał tytuł profesora zwyczajnego. W ASP prowadził pracownię projektowania malarstwa ściennego, którą objął po Janinie Kraupe-Świderskiej. Za swoją działalność artystyczną, pedagogiczną i organizacyjną został uhonorowany Krzyżem Kawalerskim Orderu Odrodzenia Polski (1993). Malował pejzaże, martwe natury oraz portrety w technice olejnej i akwareli. Tworzył też kolaże. Jego prace znajdują się m.in. w zbiorach Muzeum Narodowego w Krakowie, a także w wielu kolekcjach prywatnych.
W 1993 odznaczony Krzyżem Kawalerskim Orderu Odrodzenia Polski. Pochowany na cmentarzu Batowickim w Krakowie.

## Twórczość
Brał udział w wielu wystawach w kraju i za granicą, m.in.: Kraków – ZPAP „Wystawa młodych” (1952); Warszawa – Zachęta (1953); Kraków – TPSP Salon okręgowy (1954, 1956, 1957, 1962, 1968, 1973) ; Poznań – Międzynarodowe Targi (1957); Bergen, Oslo, Narwik, Norwegia (1959); Sopot – Salon Ogólnopolski (1960), Bratysława, Czechosłowacja (1964); Bielsko-Biała – „Bielska Jesień” (1965); Vallauris, Francja – Wystawa 14 malarzy polskich (1969); Kraków – BWA „150-lecie ASP w Krakowie (1969), Kraków – Muzeum Narodowe (1970); Poznań – Salon okręgowy ZPAP (1971); Kraków – BWA „30-lecie ZPAP (1974); Kraków – Galeria Pryzmat „Aukcja na Fundusz Zdrowia Dziecka” (1976); Kraków – BWA (1976, 1977, 1978, 1987); Ateny, Saloniki, Grecja – Wystawa ASP w Krakowie (1979); Kraków – Galeria Pryzmat „Aukcja na Odnowę Zabytków Krakowa” (1979); Radom – Ogólnopolska Wystawa Rysunku (1980); Darmstaadt, Niemcy – Wystawa Malarstwa Krakowskiego (1985); Tyrnowo, Bułgaria – Wystawa Malarstwa Krakowskiego (1987); Linz, Austria – Wystawa Malarstwa Krakowskiego (1991); Bielsko-Biała – Wystawa ASP w Krakowie (1992).
Wykonał ponad 40 polichromii i 100 witraży w kościołach polskich. Najważniejsze to: Mstyczów k. Jędrzejowa (1969); Tarnawa k. Jędrzejowa (1974); Żegocina (1976); Trzciana k. Bochni (1976); Brożec k. Opola (1977); Książnice k. Mielca (1977); Łapczyca k. Bochni (1977); Dębica (1977); Łęg Tarnowski (1978); Siedliska Bogusz k. Pilzna (1979), Mościce (1980); Lipinki k. Gorlic (1980); Trzetrzewina k. Nowego Sącza (1980); Radomyśl Wielki (1981); Łukowa k. Tarnowa (1981); Luszowice k. Dąbrowy Tarnowskiej (1982); Bochnia, kościół szkolny (1982); Ocieka k. Sędziszowa (1983); Borzęcin k. Brzeska (1983); Cerekiew k. Bochni (1983); Czarna Sędziszowska (1984); Górki k. Mielca (1984); Gręboszów k. Żabna (1984); Wojakowa k. Czchowa (1984); Cikowice k. Bochni (1986); Skarżysko-Kamienna (1987); Wietrzychowice (1987); Wola Rogowska (1987); Ilkowice k. Tarnowa (1988); Wola Przemykowska (1988); Olszyny k. Zakliczyna (1989); Dulcza k. Tarnowa (1989); Mędrzechów k. Dąbrowy Tarnowskiej (1989); Lipiny k. Dąbrowy Tarnowskiej (1989); Okocim (1991); Słupiec k. Szczucina (1992); Nieciecz k. Żabna (1993),  Dębica (1995); Kamienna k. Lubomierza (1995); Łącko (1996); Kryg k. Gorlic (1998).